# Hirshabelle
Hirshabelle är en delstat som bildades 2016 i Förbundsrepubliken Somalia söder om delstaten Galmudug. Staten består av regionerna Hiran och Middle Shabelle. Namnet är en sammanflätning av de två regionernas namn.